# Gunung Telege Satu
Gunung Telege Satu är ett berg i Indonesien.   Det ligger i provinsen Aceh, i den västra delen av landet, 1 600 km nordväst om huvudstaden Jakarta. Toppen på Gunung Telege Satu är 1 815 meter över havet.
Terrängen runt Gunung Telege Satu är huvudsakligen kuperad.Runt Gunung Telege Satu är det ganska glesbefolkat, med 42 invånare per kvadratkilometer. I omgivningarna runt Gunung Telege Satu växer i huvudsak städsegrön lövskog.